# Morten Schelbech
Morten Schelbech (født 29 April 1971) er dansk skuespiller. Han har primært beskæftiget sig med teater, men kendes for sin rolle som Pierre i filmen All About Anna fra 2003.

## Filmografi
- 1999 Mefiso - Djævlen
- 2003 All About Anna - Pierre

## Teater
- 1993 The Obscene Show
- 1993 Columbus - Colombus
- 1994-1995 The Iliad - Hector og Philoctet
- 1996 A Midsummer Night's Dream - Oberon og Aigeus
- 1996 Blue men and one Girl
- 1998 The Winter's Tale - Polyxenes
- 1999 Twelfth Night - Malvolio
- 2000 As you like it
- 2000 Satie
- 2000-2001 K [Franz Kafka]
- 2002 On this planet
- 2002 Measure for Measure - Escalus